# Adrian Biddle
Adrian Biddle, BSC (Woolwich, Londres, Reino Unido, 20 de Julho de 1952 – Londres, Reino Unido, 7 de Dezembro de 2005) foi um diretor de fotografia britânico.

## Carreira
Ele trabalhou como um diretor de fotografia nos anos 80, 90 e 2000.
O primeiro filme foi Aliens, O Reencontro Final (Aliens) (1986), e o último filme V de Vingança (V for Vendetta) (2005).
Ele trabalhou com a colaboração com o lendário diretor britânico Ridley Scott.

## Vida Pessoal
Adrian Biddle foi casado com Mo Biddle até a morte do diretor da fotografia em 2005, tem três filhos: Alfie Biddle, Alice Biddle e Esther Biddle e têm um irmão chamado Adam Biddle.

## Morte
Adrian Biddle morreu de um ataque cardíaco no dia 7 de Dezembro de 2005 e ele tinha 53 anos.